# シンド・マスティフ

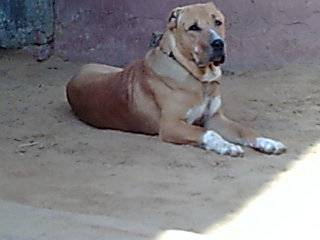
シンド・マスティフ

シンド・マスティフ（英語：Bully Kutta, Sindh Mastiff）は、インド北西部の砂漠地帯原産のマスティフ犬種である。別名はシンド・ハウンド（英：Sindh Hound）。

## 歴史
かなり古くから存在する犬種であるといわれているが、詳しいことは不明である。かなり原始的なマスティフ種であることから、セントラル・エイジアン・シェパード・ドッグと血縁があるという説や、古代マスティフ種と猟犬種の血を引くという説などが挙げられている。ただし、これらの説はまだ証明がされておらず、仮設の域を出ていない。
主に猟犬、警備犬として使われた。猟犬としては3〜5頭のパックか単独でイノシシを狩った。獲物のにおいを追跡し、発見すると自ら飛び掛って仕留めた。警備犬としては家や土地を見張り、泥棒が入るのを防いだ。泥棒が入った際には命をかけて取り押さえたり、排除しようとして攻撃を仕掛け退治する。
現在は非常に希少な犬種となっており、原産地以外では全く飼育されていない。各国のケネルクラブからの公認は受けていない。

## 特徴
大まかに言うとその姿はグレート・デーンの血が入ったマスティフに似る。マズルの長さは普通で、グレート・デーンのものに似る。頭頂部は平らで、首は太い。筋骨隆々の引き締まった体つきをしていて、胸は広く、脚は長い。耳は垂れ耳、尾は飾り毛のない垂れ尾。力が強く、走るのが速い。コートは滑らかなスムースコートで、毛色はホワイトをベースとしてカフェオレやレモンなどの淡い斑が入ったものや、淡い色の単色などがある。この毛色は遠くから見たときに原産地の砂漠の色に溶け込みやすいように改良されたものである。大型犬サイズで、性格は主人に忠実で従順だが、プライドが高く主人以外のものに対しては独立心が旺盛である。飼育の際には力を制御するためにしっかりとした訓練が必要で、運動量は非常に多い。狭い室内に閉じ込められることを嫌うため、一般家庭での飼育には不向きである。